# Iris schachtii
Iris schachtii är en irisväxtart som beskrevs av Markgr. Iris schachtii ingår i släktet irisar, och familjen irisväxter. Inga underarter finns listade i Catalogue of Life.